# Montes Taurus

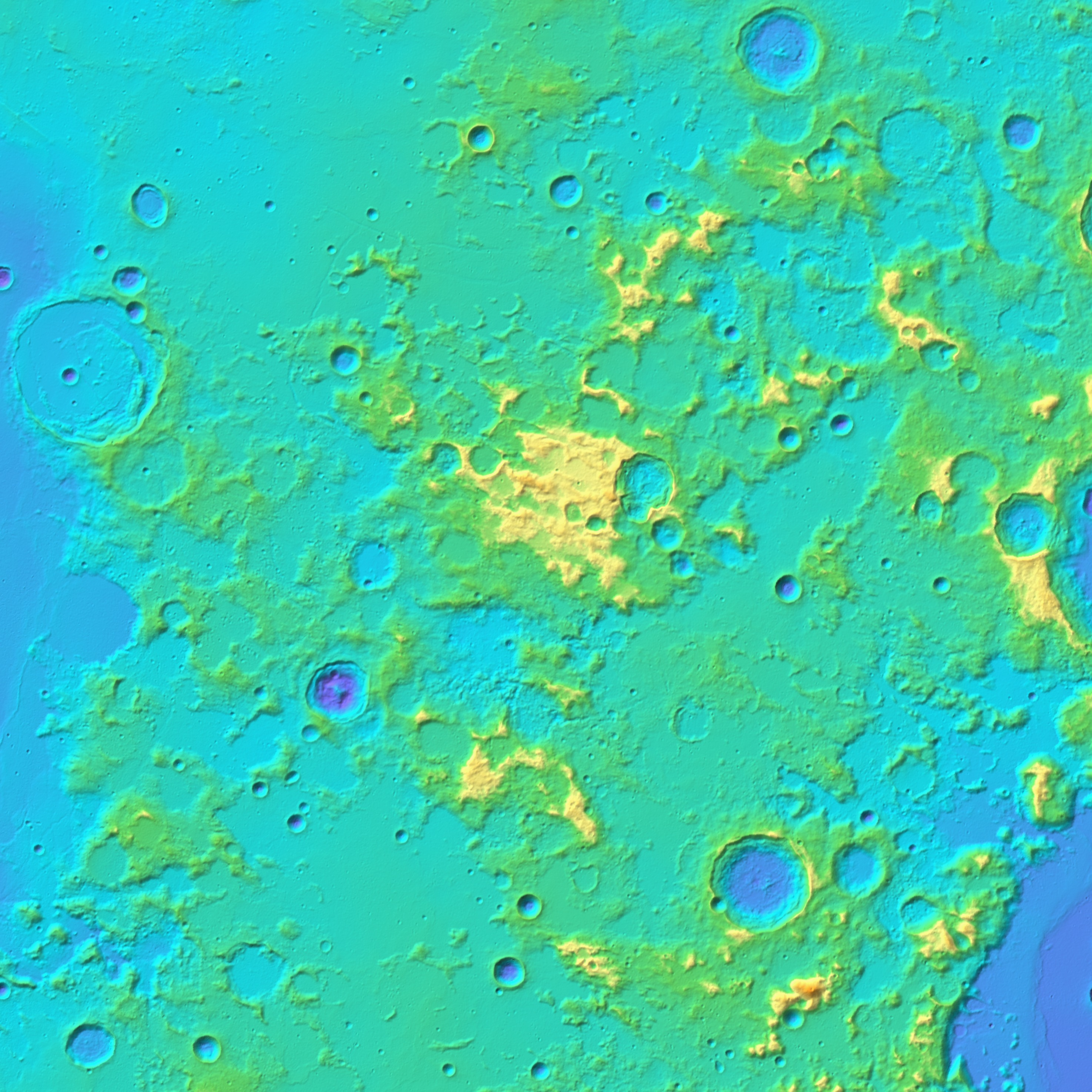
Mapa altimétrico (el color amarillo corresponde a las tierras altas y el azul a las bajas)

Los Montes Taurus son una abrupta y accidentada región montañosa de la Luna. Están localizados al este del Mare Serenitatis, en el cuadrante nororiental de la cara visible de la Luna. Las coordenadas de su centro son 27°19′N 40°20′E / 27.32, 40.34, y su extensión es de aproximadamente 170 km.
Los Montes Taurus no son demasiado impresionantes si se comparan con otros sistemas de montaña lunares. Se distribuyen en una amplia región de elevaciones sin unos límites claramente definidos. Estas montañas alcanzan su altura máxima entre los cráteres Kirchhoff y Newcomb (4,9 km por encima del nivel del Mare Serenitatis y 2,1 km por encima de nivel medio de la superficie lunar).
Un considerable número de impactos posteriores han llenado de cráteres el perfil de esta zona montañosa. En su lado suroeste se sitúa el cráter Römer, con Newcomb localizado en la sección nororiental. Varios cráteres satélite también se hallan en el interior de los Montes Taurus. El sector al suroeste de esta región aloja el valle Taurus-Littrow, lugar de alunizaje de la misión tripulada Apolo 17.

## Nomenclatura
Los Montes Taurus reciben su nombre de los montes Tauro, una cordillera situada en el sur de Turquía. Este nombre apareció por primera vez en el mapa lunar realizado por Johannes Hevelius, quien utilizó referencias terrestres para denominar accidentes geográficos lunares. Sin embargo, asignó este nombre (en la forma Mons Taurus) a otro elemento completamente diferente: uno de los rayos brillantes del cráter Tycho. El elemento al que hace referencia este artículo fue designado inicialmente como Taurica Chersonnesus, porque Hevelius intentó establecer una correspondencia entre esta zona del relieve lunar con lugares próximos al mar Mediterráneo, y en su mapa esta región lunar se correspondía con Crimea (históricamente conocida como Tauris o Tauric Chersonese). Selenógrafos posteriores comenzaron a denominarlos Montes Taurus, y en 1935 este nombre fue adoptado oficialmente por la Unión Astronómica Internacional.